# Балта алу Шонту
Балта алу Шонту (језеро алу Шонту, Шонтино језеро, Шонтина бара) или Златно језеро природно је језеро површине 5.227 m², највеће дубине 11,6 m. Налази се на 268 м.н.в., 3,5 km јужно од Доњег Милановца.
Поред веровања да је име добило по надимку некадашњег власника имања на ком се језеро налази, постоји више предања о пореклу имена.
По начину постанка, припада урвинском типу језера, која настају преграђивањем речних долина урвинским материјалом. Настало је услед клизишта, обурвавањем велике количине песковито-шљунковитог материјала у долину Папреничког потока, где је образована природна брана. Језеро је облика неправилне елипсе, издужене од југа ка северу. Притоке језера су два мања водотока. 
Подручје које окружује језеро и клисурасти део долине Папреничког потока припадају режиму заштите II степена.